# Chris Cheney
Chris Cheney (Melbourne, 2 januari 1975) is een Australisch gitarist en zanger van The Living End. Hij maakt gebruik van Gretschgitaren, kenmerkend voor rock- en psychobillybands.

## Levensloop
Cheneys grootste invloed was Stray Cats-gitarist/zanger Brian Setzer, waar hij samen met Scott Owen groot fan van was. Met Owen startte hij begin jaren 90 een coverband van de Stray Cats genaamd The Runaway Boys, naar een nummer van de Cats. In 1994 begonnen ze hun eigen materiaal te schrijven. Toen drummer Joe Piripitzi bij de band kwam was The Living End geboren. Nadat ze met Prisoner of Society een grote hit in Australië scoorden kwamen vijf, tot nu toe in Australië zeer succesvolle The Living End-albums uit.
In 2001 raakte hij met zijn vrouw betrokken bij een ernstig auto-ongeluk. Dankzij een boom die in de weg stond (anders waren ze van een klif gevallen) overleefden ze beiden het ongeluk. Cheney moest zes maanden met krukken lopen, zijn vrouw was minder ernstig gewond. Ze hebben drie dochters.

## Andere acts
Chris Cheney speelde onder meer mee als gast met Green Day en Stray Cats en maakte deel uit van de Australische supergroepen The Wrights en The Wrongs.

## Jack Awards
Cheney won in 2004, 2005 en 2007 de prijs voor Beste Gitarist op de Australische Jack Awards. In 2006 werd hij verkozen tot Beste Mannelijke Artiest.
- Gemeinsame Normdatei: 135112958
- International Standard Name Identifier: 0000 0003 7253 2922
- Library of Congress Control Number: n2009059827
- MusicBrainz: 9776a775-8dff-4ff3-a3c9-f251f2e0edcb
- Virtual International Authority File: 79971571